# Петър Самарджиев
 Тази статия е за българският революционер.  За българския политик вижте Петър Семерджиев.  
Петър (Пешо) Самарджиев е български революционер, тиквешки войвода на Вътрешната македоно-одринска революционна организация.

## Биография
Самарджиев е роден през 1877 в тиквешката паланка Неготино или през 1878 година в Подлес. Завършва началното българско училище и първи клас в българската прогимназия в родния си град и после учи в Самоковското железарско училище, където става член ВМОРО и влиза в тайния революционен кръжок „Трайко Китанчев“, начело с Никола Дечев, където се сприятелява с Добри Даскалов и Петър Юруков. През 1901 — 1902 година е четник на Яне Сандански и Христо Чернопеев и участва в опита за залавяне на горноджумайския бей за откуп. Самарджиев е майстор на бомби и адски машини.
През Илинденско-Преображенското въстание Самарджиев е войвода на тиквешката чета в отряда на Чернопеев и се сражава при село Витоша и при Ново село, Кочанско. След поражението на въстанието е тиквешки околийски войвода. Делегат е на Прилепския конгрес на ВМОРО през май 1904 година.
| Чета на Пешо Самарджиев, 6 юли 1905 година | Чета на Пешо Самарджиев, 6 юли 1905 година | Чета на Пешо Самарджиев, 6 юли 1905 година | Чета на Пешо Самарджиев, 6 юли 1905 година | Чета на Пешо Самарджиев, 6 юли 1905 година |
| Номер                                      | Име                                        | Селище                                     | Околия                                     | Забележка                                  |
| ------------------------------------------ | ------------------------------------------ | ------------------------------------------ | ------------------------------------------ | ------------------------------------------ |
| 1.                                         | Пешо Самарджиев                            | Неготино                                   | Тиквешка                                   | убит                                       |
| 2.                                         | Иван Банскалийски                          | Кюстендил                                  |                                            | убит                                       |
| 3.                                         | Васил Пачаджиев                            | Баня                                       | Разложка                                   | завърнал се                                |
| 4.                                         | Яким Георгиев                              | Пловдив                                    |                                            |                                            |
| 5.                                         | Никола Василев                             | София                                      |                                            | избегал                                    |
| 6.                                         | Георги Данов                               | Стара Загора                               |                                            | по слабост                                 |
| 7.                                         | Конст. Тодоров                             | София                                      |                                            | по слабост                                 |
| 8.                                         | Герасим Огнянов                            | Банско                                     | Разложка                                   | завърнал се                                |
| 9.                                         | Никола Георгиев                            | Кюстендил                                  |                                            | по слабост                                 |
| 10.                                        | Стоян Николов                              | Кюстендил                                  |                                            | по слабост                                 |
| 11.                                        | Атанас Дачев                               | Сливен                                     |                                            | по слабост                                 |
| 12.                                        | Георги Лесичев                             | Самоков                                    |                                            | по слабост                                 |
| 13.                                        | Димитър Бичаков                            | Самоков                                    |                                            | убит                                       |

В началото на юни 1905 година Самарджиев отново навлиза в Македония с чета, която се състои от Коста Тодоров (секретар), братята Ангел и Йордан, Васил Пачеджиев от Баня, Гюро, Василев, Бишеков. По-късно към четата на Самарджиев се присъединяват и войводата Душо Желев, чиято чета е разбита, както и четата на войводата Христо Симеонов. Самарджиев действа няколко месеца в Струмишко и Тиквешко и на няколко пъти участва в сблъсъци с османски военни части. Самарджиев залавя между Неготино и Кавадарци тиквешкия каймакамин албанеца Ибрахим ага и го обесва, за което получава задочна смъртна присъда от военния съд в Солун и е обявена награда от 500 лири за главата му. През зимата се завръща в България.
На 21 юни 1906 година Самарджиев попада в засада на османски войски между селата Петрово, Дрен и Клисура в местността Преслапот и загива в сражението. По това време негов четник е Иван Хаджиниколов Стефанов (1879-?), родом от Стара Загора.
В град Демир Капия е издигнат паметник на Самарджиев.

## Галерия
- Дейците от Самоковския кръжок: Петър Самарджиев, Владо Лазов и Тодор Бояджиев от Дупница, Тимо Ангелов, Димо Днайков и Никола Барутов от Дупница[10]
- Портрет на Самарджиев от възпоменателно табло на войводите от ВМОРО в Тиквешко
- Паметникът „Паднали за свободата на Македония“ в Кюстендил с името на Самарджиев (25-и във втората колона)
- Церемония при освещаване на знамето и полагане на клетва от четите на Христо Чернопеев, Никола Жеков, Петър Самарджиев и Панайот Байчев, 2 септември 1903 г.
- Тиквешката чета на Пешо Самарджиев